# Hydrobryum koribanum
Hydrobryum koribanum là một loài thực vật có hoa trong họ Podostemaceae. Loài này được Imamura ex Nakay. & Minamit. mô tả khoa học đầu tiên năm 1999.